# Мамбетбаев, Кайрат Жолдыбайулы
Кайра́т Жолдыбайулы́ Мамбетба́ев (каз. Қайрат Жолдыбайұлы Мәмбетбаев; 14 января 1978, с. Темирлик, Нарынкольский район, Алма-Атинская область, КазССР) — казахстанский религиозный деятель, богослов и писатель,  главный имам астанинской мечети Хазрет-Султан (2011-2013).

## Биография

### Ранние годы
Кайрат Жолдыбайулы родился 14 января 1978 году в селе Темирлик в Алматинской области. До шестого класса учился в селе Темирлик. С шестого по девятый класс учился в Алматы, в школе-интернате № 4. 1993 году по направлению ДУМК отучился в Турции, по курсу религиозной грамотности.

### Образование
1993 году ДУМК направляет Кайрата Жолдыбайулы в Египет, для поступления в университет Аль-Азхар. Кайрат Жолдыбайулы поступает сначала в институт «Санавия», а затем успешно проходит отбор на факультет исламского права, который заканчивает в 2001 году. Кайрат Жолдыбайулы является первым казахом, закончивший университет Аль-Азхар.
В 2005 году Кайрат Жолдыбайулы окончил магистратуру факультета философии и политологии Казахского национального университета им. аль-Фараби по специальности «Религиоведение».

### Трудовая деятельность
- С 2001 по 2004 — преподаватель в Египетском университете Исламской культуры «Нур-Мубарак».
- С 2005 по 2006 — преподаватель Института повышения квалификации имамов, одновременно главный редактор издательства «Алтын Калам».
- С 2007 по 2011 — Заведующий отделом наставлений-пропаганды и работы с Интернетом ДУМК.
- С 2009 по 2011 — Руководитель аппарата ДУМК.
- С 2011 по 2013 — главный имам астанинской мечети Хазрет-Султан[3], по совместительству Первый наиб муфтий ДУМК.[4]
- В ноябре 2013 года по собственному желанию покинул пост главного имама мечети Хазрет-Султан.[5]

## Публикации
Кайрат Жолдыбайулы является автором многочисленных книг и регулярно публикуется в СМИ. Кайрат Жолдыбайулы пишет в основном на казахском языке. Одна из его книг, «Дін мен діл», была переведена на русский язык под названием "Ответы на актуальные исламские вопросы

### Книги
- Исаұлы, М. Жолдыбайұлы, Қ. Ислам ғылымхалы (Ханафи мәзһабы бойынша) / М. Исаұлы, Қ. Жолдыбайұлы.. — Алматы: Дәуір, 2010. — 520 с. — 25 000 экз. — ISBN 978-601-06-1125-2. (недоступная ссылка) (казах.)
- Жолдыбайұлы, Қ. Күдікпен күрес (казах.). — Алматы: Алтын қалам, 2006. — 188 с. — ISBN 9965-9519-9-3.
- Жолдыбайұлы, Қ. Имани гүл (казах.). — [б. и.]. — Алматы, 2011. — 384 с. — (Пайдаланылған әдебиеттер). — ISBN 978-601-278-462-6.
- Жолдыбайұлы, Қ. Дін мен діл (казах.). — Астана: АСТ Полиграф, 2011. — 288 с. — ISBN 978-601-06-0490-2.

### Статьи
- Значение и роль мазхабов в Исламе. — статья на сайте Azan.Kz
- Роль достоверного хадиса в мазхабе Абу Ханифы. — статья на сайте Azan.Kz
- Красная лента - защита от сглаза - статья на muslim.kz

### Интервью
- Кайрат Жолдыбайулы: Ответы на актуальные вопросы // Казахстанская правда. — 2012. — IslamSNG.Com
- Диас Кусаинов. Умеренного салафизма не бывает // Литер. — 2011.